# Palma Soriano
"Palma Soriano là một đô thị ở tỉnh Santiago de Cube của Cuba.
Đô thị này gồm các phường Alto Cedro, Caney del Sitio, Guaninao, José Martí, Juan Barón, La Concepción, Las Cuchillas, Los Dorados, Norte, Palmarito de Cauto, San Leandro, San Ramón, Santa Filomena và Sur.
Thành phố Palma Soriano nằm hai bên thượng lưu sông Cauto. Năm thành lập là 1825. Đây là nơi José Martí bị giết hại năm 1895, trong trận Dos Ríos.
Palma Soriano là nơi sinh của ca sĩ Mey Vidal, Orestes Kindelán và Ana Fidelia Quirot.

## Thông tin nhân khẩu
Năm 2004, đô thị Palma Soriano có dân số 124.585 người. Diện tích là 846 km² (326,6 mi²), với mật độ dân số là 147,3người/km² (381,5người/sq mi).